# Jean Verdier (préfet)
Pour les articles homonymes, voir Jean Verdier et Verdier.
Jean Élie Yves Verdier (né le 28 mai 1915 à Marcenat (Cantal) ; décédé le 7 novembre 1974 à Paris) fut préfet de Paris et président du conseil d’administration de l’Assistance Publique.

## Biographie
Jean Verdier a effectué la carrière administrative suivante :
- 1951 : directeur de cabinet du ministre de l'intérieur français
- 1952 : directeur de la réglementation
- 1957 : directeur général de la Sûreté nationale française
- 1962 : préfet de Seine-et-Marne
- 1967 : préfet d’Alsace – préfet du Bas-Rhin
- 1971-1974 : préfet de Paris et à ce titre président du conseil d’administration de l’Assistance Publique.

C'est pendant cette dernière période que fut construit l'hôpital de Bondy. À partir de 1975, après la mort de Jean Verdier, cet hôpital portera son nom pour honorer son action à l’Assistance Publique.
Il est inhumé au cimetière de Passy.

## Récompenses et distinctions

### Décorations
- Commandeur de la Légion d'honneur[3]
- Grand officier de l'ordre national du Mérite
- Croix de guerre 1939–1945, palme de bronze
- Médaille de la Résistance française par décret du 11 mars 1947[4]
- Commandeur de l'ordre des Palmes académiques (1972) au titre de « préfet de Paris »[5]